# Антиалкогольная кампания

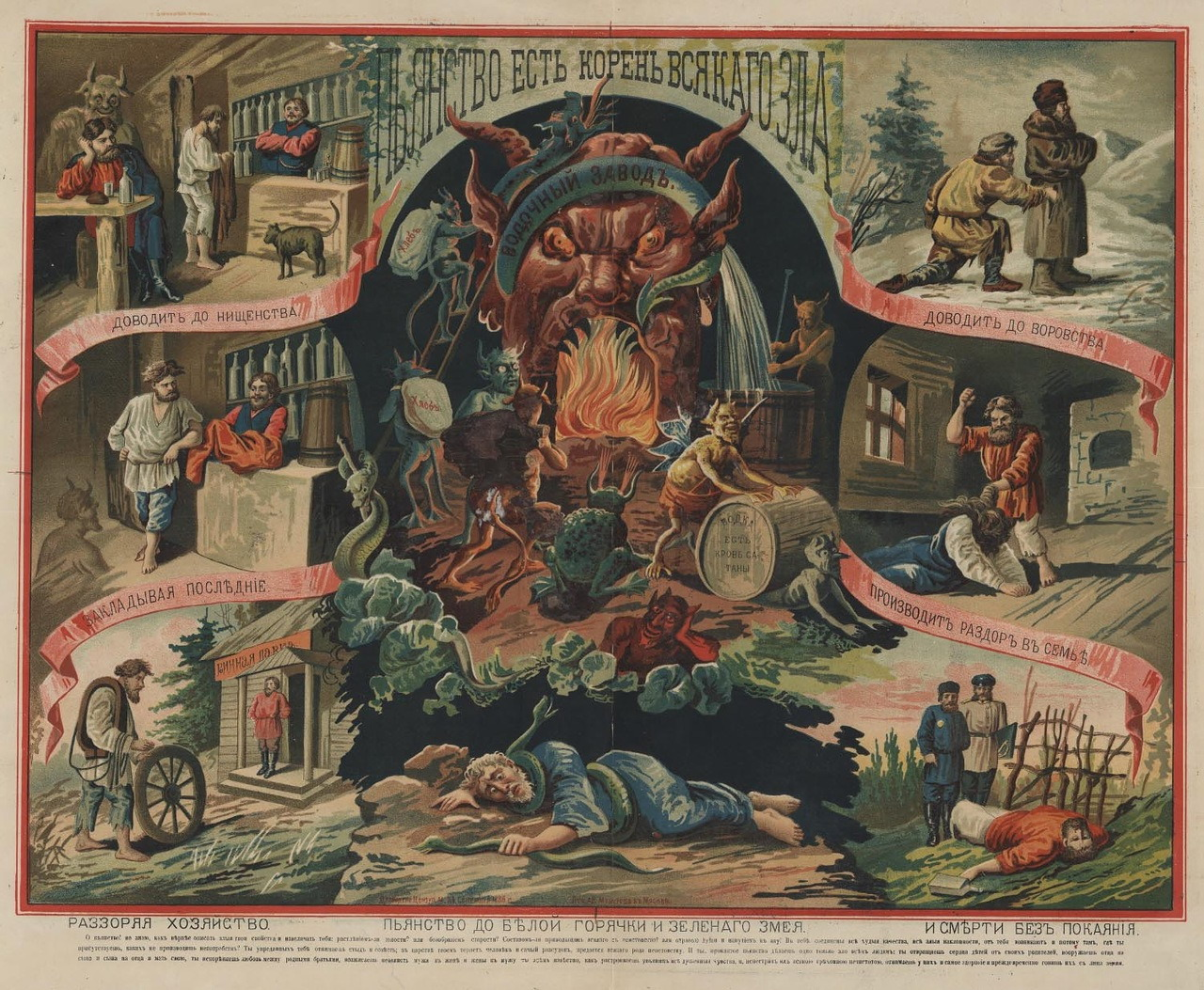
Плакат общества трезвости в Российской империи. 1902

Антиалкогольная кампания — в общем смысле, комплекс правительственных мер по снижению потребления алкоголя среди населения.

## Антиалкогольные кампании в царской России

### Кампания Алексея Михайловича
Первую антиалкогольную кампанию в России начал царь Алексей Михайлович. 15 марта 1647 года царским указом насельникам Соловецкого монастыря запретили держать в кельях «пьянственное питье». В 1649 в епархии были отправлены патриаршие и царские грамоты, запрещающие держать «хмельное питьё» во всех монастырях. Среди предложений, подготовленных царём Алексеем Михайловичем для Собора русского духовенства 9 февраля 1651 года, в последнем 13 пункте написано: «А священническому и иноческому чину от пиянства трезвитися и сквернословия отнюдь бы не держатися не токъмо в церкви, но и в миру; на них многие мирские люди соблажняются».
В 1652 году, с целью сократить пьянство среди простого народа по царскому указу была подготовлена и проведена кабацкая реформа. Благие начинания царя оказались недолговечными. Вспыхнувшая в 1654 году война с Польшей за Украину не позволила Алексею Михайловичу продолжить борьбу за трезвый образ жизни своего народа.

### Кампания Николая II
С конца XIX века при активной поддержке государства в России действовало большое число церковных и светских обществ трезвости, крупнейшим из которых являлось Всероссийское Александро-Невское братство трезвости.
В самом начале Первой мировой войны государь Николай II решил провести смелую реформу, которая была особенно близка его сердцу: запрещение продажи спиртных напитков. Сначала был введён запрет как обычная мера, сопровождающая мобилизацию; затем, 22 августа 1914 года, было объявлено, что запрет сохранится на всё время войны; он был постепенно распространен не только на водку, но и также на вино и пиво. Затем, в начале сентября, принимая великого князя Константина Константиновича в качестве председателя Союзов Трезвенников, Николай сказал: «Я уже предрешил навсегда воспретить в России казённую продажу водки». И эти слова царя полностью соответствовали в то время общему народному мнению, принявшему запрет спиртных напитков как очищение от грехов. Никому потом не приходило в голову, что такая законодательная мера, предрешённая царём, могла бы встретить сопротивление в представительных учреждениях.

## Антиалкогольная кампания в США
В XIX веке идея тотального запрета на алкоголь в Североамериканских Соединённых Штатах обладала не только мощным политическим потенциалом, её воплощение в жизнь могло сильно повлиять на различные потребительские рынки, что привлекало некоторых коммерсантов. Самую значительную финансовую помощь Антисалунной лиге оказывали объединения аптекарей и фармацевтов. Их интерес заключался в следующем: владельцы аптек активно продвигали на рынке «безопасную для здоровья и этически чистую» альтернативу спиртному — тонизирующие эликсиры и микстуры, в состав которых входила колумбийская кока. Свойства кокаина в то время были ещё мало исследованы, и среди религиозных радикалов, желавших взбодриться и заодно поправить здоровье, эти препараты пользовались большим спросом. Но на массовый сбыт тонизирующих изделий аптекари могли рассчитывать лишь в том случае, если их главный конкурент — виски — окажется вне закона.
Летом 1886, когда муниципальный совет Атланты объявил город зоной, свободной от алкоголя, местный фармацевт Джон Стит Пимбертон, известный как изобретатель первого рецепта напитка «Кока-кола», повысил объём продаж своего препарата с 25 галлонов до 1050. Это уже потом прохладительные напитки стали делать на основе «обезвреженных» листьев коки, а в то время бутылка «Кока-колы», стоившая 25 центов, содержала в себе солидную дозу наркотика. Из-за мощного психотропного эффекта потребители прозвали её «пружиной».
В штате Мэн с 1851 года действовал полный запрет на производство и продажу спиртных напитков (в виде исключения из общего правила, спирт отпускается аптеками как лекарство, по рецепту врача, или муниципальными властями — для технических целей). Подобный закон тогда же действовал ещё в других 6 штатах (вполне успешно, например, — в штате Канзас, за исключением нескольких округов).
Благодаря местным «сухим законам» аптекари получили возможность расширить свои предприятия. За счет прибылей от торговли кокаином американская аптека со временем превратилась в многопрофильный торговый центр, объединявший в себе закусочную, магазин, заправочную станцию и так далее. А хозяевам местных баров и пивных заводов оставалось либо перебираться в другой штат, либо переквалифицироваться в подпольных самогонщиков — муншайнеров.
Общества трезвенников тем временем набирали силу. К началу 1910-х годов Антисалунная лига превратилась в одно из самых массовых общественных движений США. Ведь проблемы, в которых обвиняли Джона Ячменное Зерно, только усугубились: уровень жизни из-за нестабильности доллара перманентно снижался, а преступность, благодаря постоянному притоку эмигрантов, росла. Алкогольная промышленность потребляла так много зернового сырья, что с началом Первой мировой войны в стране возникли перебои с поставками хлеба. Правительство было готово поиграть в эксперимент с духовным возрождением нации, если бы не одно «но»: самыми надёжными источниками пополнения казны оставались алкогольные и табачные акцизы.
В 1917, сразу после вступления США в Первую мировую войну, Антисалунная лига предложила конгрессу запретить продажу спиртного военнослужащим: перебравшие солдаты не раз устраивали стрельбу на улицах, да и печальный опыт гражданской войны в США еще не был забыт. Проблема пополнения бюджета к тому времени была решена за счёт подоходного налога и налога на прибыль, которые были введены в 1914. Конгресс запретил военным пить, но ни для кого не было секретом, что этот парламентский акт — лишь первый шаг на пути к полному запрету алкоголя. Действительно, всего несколько месяцев спустя республиканцы начали процесс проведения через конгресс всеобщего запрета на алкоголь в качестве восемнадцатой поправки к конституции США. Он был введён в 1919 году.

## Антиалкогольные кампании в СССР
В Советском Союзе попытки борьбы с пьянством предпринимались не единожды. Первая антиалкогольная кампания была получена большевиками в «наследство» от царского правительства. Кроме того, сразу по приходе к власти Петроградский реввоенсовет издал приказ от 8 ноября 1917 года, который гласил, «впредь до особого распоряжения воспрещается производство алкоголя и всяких „алкогольных напитков“».
Вторая попытка атаки на потребление алкоголя была выполнена в 1958 году, когда было принято постановление ЦК КПСС и советского правительства «Об усилении борьбы с пьянством и о наведении порядка в торговле крепкими спиртными напитками».
Третья попытка ознаменовалась выходом 16 мая 1972 года постановления № 361 «О мерах по усилению борьбы против пьянства и алкоголизма».
И наконец, четвёртая попытка, так называемый «Горбачёвский сухой закон» был выполнен выходом 7 и 16 мая 1985 года ряда законодательных актов ЦК КПСС и Совмина СССР об усилении борьбы с пьянством и самогоноварением.

## Факты
- Согласно проведённому опросу 2005 года, к двадцатилетию Антиалкогольной кампании, 58 % россиян оценивают её в целом позитивно, однако только 15 % считают, что она принесла позитивные плоды.[5]
- Оппоненты Антиалкогольной кампании считают, что она страну от пьянства не спасла, а отучила от хороших и качественных напитков.[источник не указан 1823 дня]
- В США 13 миллионов зарегистрированных алкоголиков.